# Yunus Sarı
Yunus Sarı es un deportista turco que compite en taekwondo. Ganó una medalla de plata en el Campeonato Mundial de Taekwondo de 2011, y una medalla de plata en el Campeonato Europeo de Taekwondo de 2016.

## Palmarés internacional
| Campeonato Mundial | Campeonato Mundial       | Campeonato Mundial | Campeonato Mundial |
| Año                | Lugar                    | Medalla            | Categoría          |
| ------------------ | ------------------------ | ------------------ | ------------------ |
| 2011               | Gyeongju (Corea del Sur) | Medalla de plata   | –80 kg             |
| Campeonato Europeo |                          |                    |                    |
| Año                | Lugar                    | Medalla            | Categoría          |
| 2016               | Montreux (Suiza)         | Medalla de plata   | –80 kg             |